# William Kahn (Regisseur)
William Kahn (* 25. Mai 1888 in Berlin als Benedict William Harry Kahn; † in der Zeit von 1941 bis 1943 in Minsk) war ein deutscher Filmregisseur, Drehbuchautor und Filmproduzent.

## Leben
William Kahn war bereits als Autor von Kriminalromanen hervorgetreten, als er 1912 mit dem Schreiben von Filmdrehbüchern begann. Er spezialisierte sich auch hier auf Kriminalgeschichten, diesmal um den Detektiv Joe Deebs, gespielt von Max Landa unter der Regie von Joe May.
1916 entwickelte er mit Rat Anheim eine eigene Detektivfigur. Anheims Abenteuer inszenierte und produzierte er selbst mit seiner William Kahn Film GmbH. Nach dem Ersten Weltkrieg verlegte er sich mit geringerem Erfolg auf Filmdramen und Melodramen.
Von 1919 bis 1921 war er an der Seite von Friedrich Carl Prinz Co-Geschäftsführer bei der Feka-Films GmbH. An der Gründung der William Kahn-Film A.G. im September 1923 beteiligte er sich als Aktionär und übernahm nach einem Jahr auch die Firmenleitung als Vorstand. 1926 gründete er die Immobilienfirma Grundwert GmbH, die er 1929 in die Heim-Film GmbH umwandelte.
In der Zeit des Nationalsozialismus wurde der als „Volljude“ klassifizierte Kahn aus dem öffentlichen Leben verdrängt. Nachdem er 1933 seine Heim-Film GmbH verkauft hatte, musste er 1934 wohl auf Druck der Nazis auch seine William Kahn Film GmbH an Bernhard Lahl übergeben. Am 14. November 1941 wurde Kahn in das Ghetto von Minsk deportiert, wo er aller Wahrscheinlichkeit nach eines gewaltsamen Todes starb.
Er darf nicht mit dem amerikanischen Schauspieler William 'Smitty' Kahn (1882–1959) verwechselt werden.

## Filmografie
- 1912: Schatten der Nacht (Drehbuch)
- 1913: Die Kunstschützin (Drehbuch)
- 1914: Das Geheimnis der M-Strahlen (Drehbuch)
- 1914: Paragraph 80 Absatz II (Drehbuch)
- 1915: Die Tat von damals (Regie)
- 1915: Das Gesetz der Mine (Drehbuch)
- 1915: Sein schwierigster Fall (Drehbuch)
- 1915: Violette Rosen (Drehbuch)
- 1915: Der Geheimsekretär (Drehbuch)
- 1916: Die Sünde der Helga Arndt (Drehbuch)
- 1916: Die Gespensteruhr (Drehbuch)
- 1916: Der Fall Hoop (Regie, Drehbuch)
- 1916: Der Fall Klerk (Regie, Drehbuch)
- 1916: Der Fall Grehn (Regie, Drehbuch, Produktion)
- 1917: Der Fall Routt...! (Regie, Drehbuch, Produktion)
- 1917: Der Fall Dombronowska-Clemenceau (Regie, Drehbuch, Produktion)
- 1917: Unsichtbare Hände. Der Fall Melvil (Regie, Drehbuch, Produktion)
- 1917: Die getupfte Krawatte (Regie, Drehbuch, Produktion)
- 1917: Krähen fliegen um den Turm (Drehbuch)
- 1918: Verlorene Töchter (Regie, Drehbuch, Produktion)
- 1918: Der lachende Tod (Regie, Drehbuch, Produktion)
- 1918: Der grüne Vampyr (Regie, Drehbuch, Produktion)
- 1919: Verlorene Töchter, 2. Teil – Opfer der Schmach (Regie, Drehbuch, Produktion)
- 1919: Nur ein Zahnstocher (Regie, Drehbuch, Produktion)
- 1919: Dämon der Welt (3 Teile; Regie, Drehbuch, Produktion)
- 1920: Verlorene Töchter, 3. Teil – Die Menschen nennen es Liebe (Regie, Drehbuch, Produktion)
- 1920: Frauen (Produktion)
- 1920/21: Das Geheimnis der sechs Spielkarten (6 Teile; Regie, Drehbuch, Prod.)
- 1921: Die goldene Mauer (Drehbuch, Produktion)
- 1922: Das Mädchen ohne Gewissen (Drehbuch, Produktion)
- 1922: Die vom Zirkus (Drehbuch, Regie)
- 1927: Das Mädchen von der Heilsarmee (Regie, Drehbuch, Produktion)
- 1928: Mädchen, hütet Euch! (Drehbuch, Produktion)
- 1931/1932: Tönende Bühnenschau II. (Produktion)